# 天主教埃基蒂教區
天主教埃基蒂教區 （拉丁語：Dioecesis Ekitiensis）是尼日利亞一個羅馬天主教教區，屬伊巴丹總教區。
1972年7月30日成立阿多-埃基蒂教區。12月11日易名至今。
教區位於埃基蒂州。2006年有329,275名教友（佔轄區總人口14.9%）、六十一名司鐸、五十八個堂區。現任教區主教為菲利斯‧費米‧阿賈卡耶。